# Robert Wåtz

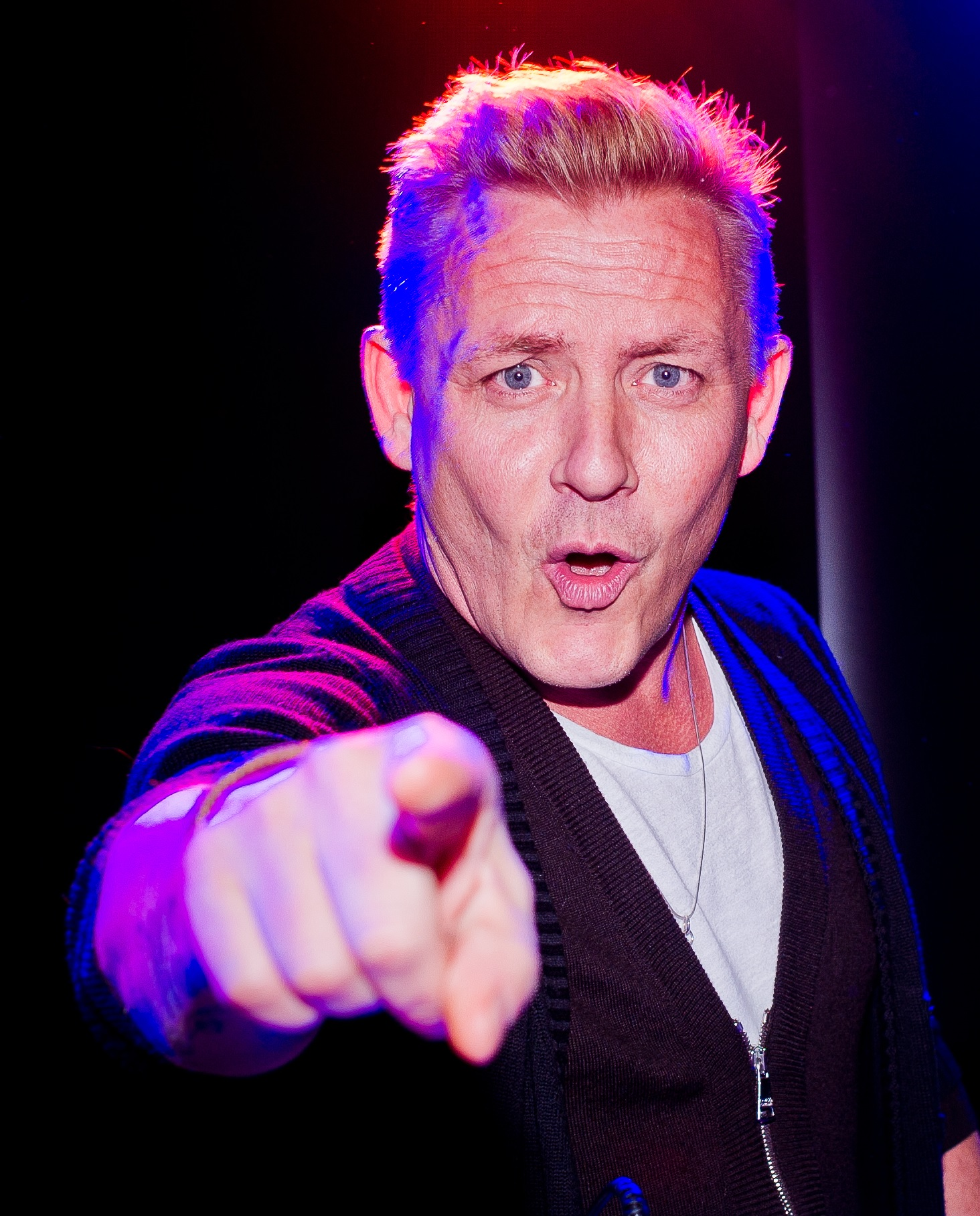
Robert Wåtz som DJ under invigningen av Friends Arena i oktober 2012.

Robert Joacim Wåtz, född 3 maj 1966 i Vantör, är en svensk musiker och musikproducent.  Han utgör den ena halvan av musikduon Rob'n'Raz. Wåtz vann Swedish DJ Mixing championship på nattklubben Strömsborg 1988 tillsammans med Rasmus Lindvall som agerade "skivcaddy". Robert Wåtz var den främsta (mest framstående och officiella) scratcharen i Sverige på 80- och början på 90-talet. Robert Wåtz och Rasmus Lindvall var en del av producent-/discjockeystallet "SweMix", ett skivbolag tidigare lokaliserat i Årsta, södra Stockholm. Tillsammans med Emil Hellman, grundaren och dåtidens stora discjockeynamn som Stonebridge m.fl., producerade de vinylskivor främst till dansgolven i Stockholm. Skivbolaget gav ut promotionskivor till en grupp utvalda discjockeys. Robert Wåtz har arbetat med Titiyo, Leila K, D-Flex, Dr Alban, Papa Dee och många andra stjärnor sedan hans musikkarriär startade.

## Filmografi
- 1993 – Sökarna